# Сантьяго-Тилантонго
Сантьяго-Тилантонго (исп. Santiago Tilantongo)  —   город и муниципалитет в Мексике, входит в штат Оахака. Население 496 человек.